# 常平通宝

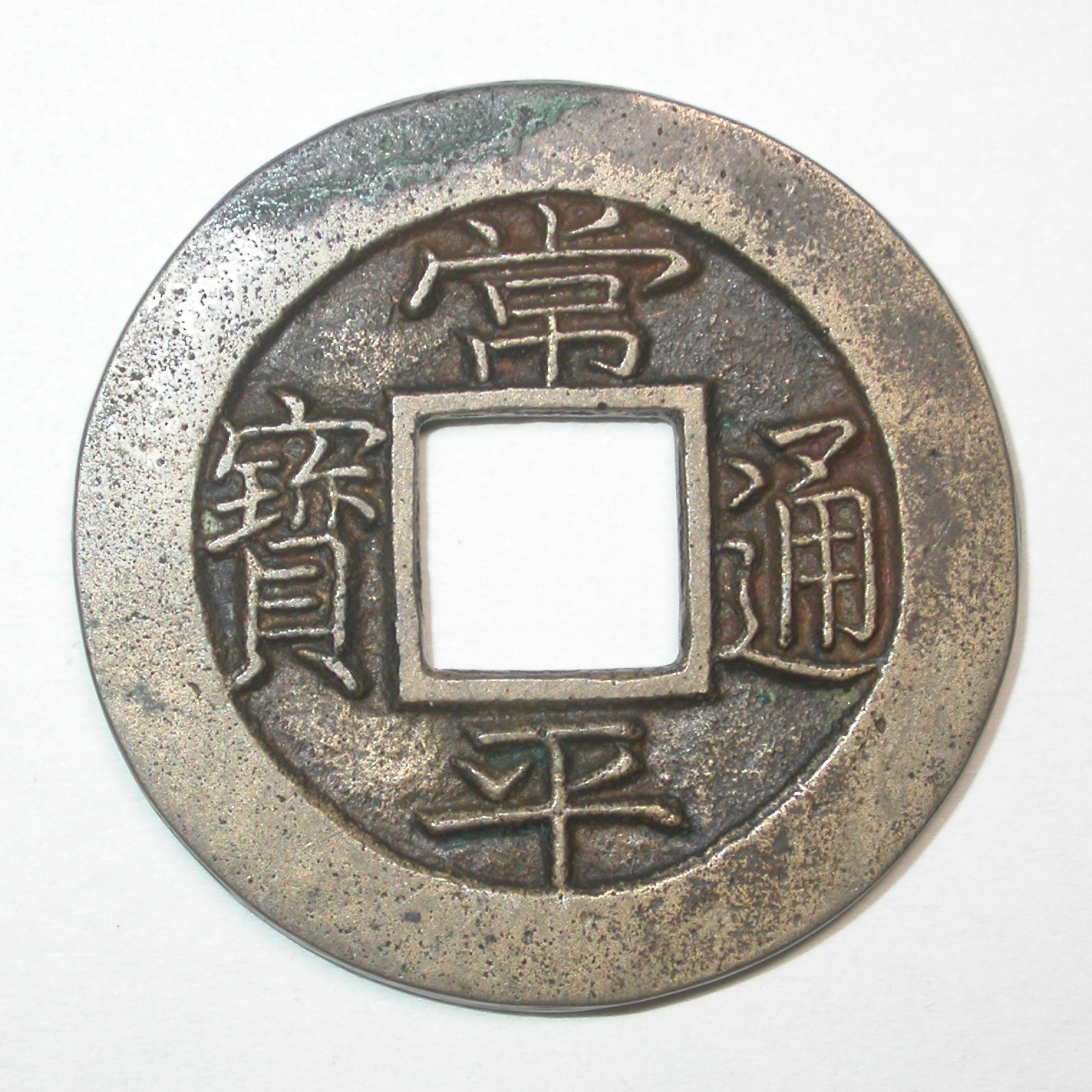
常平通宝（表面）

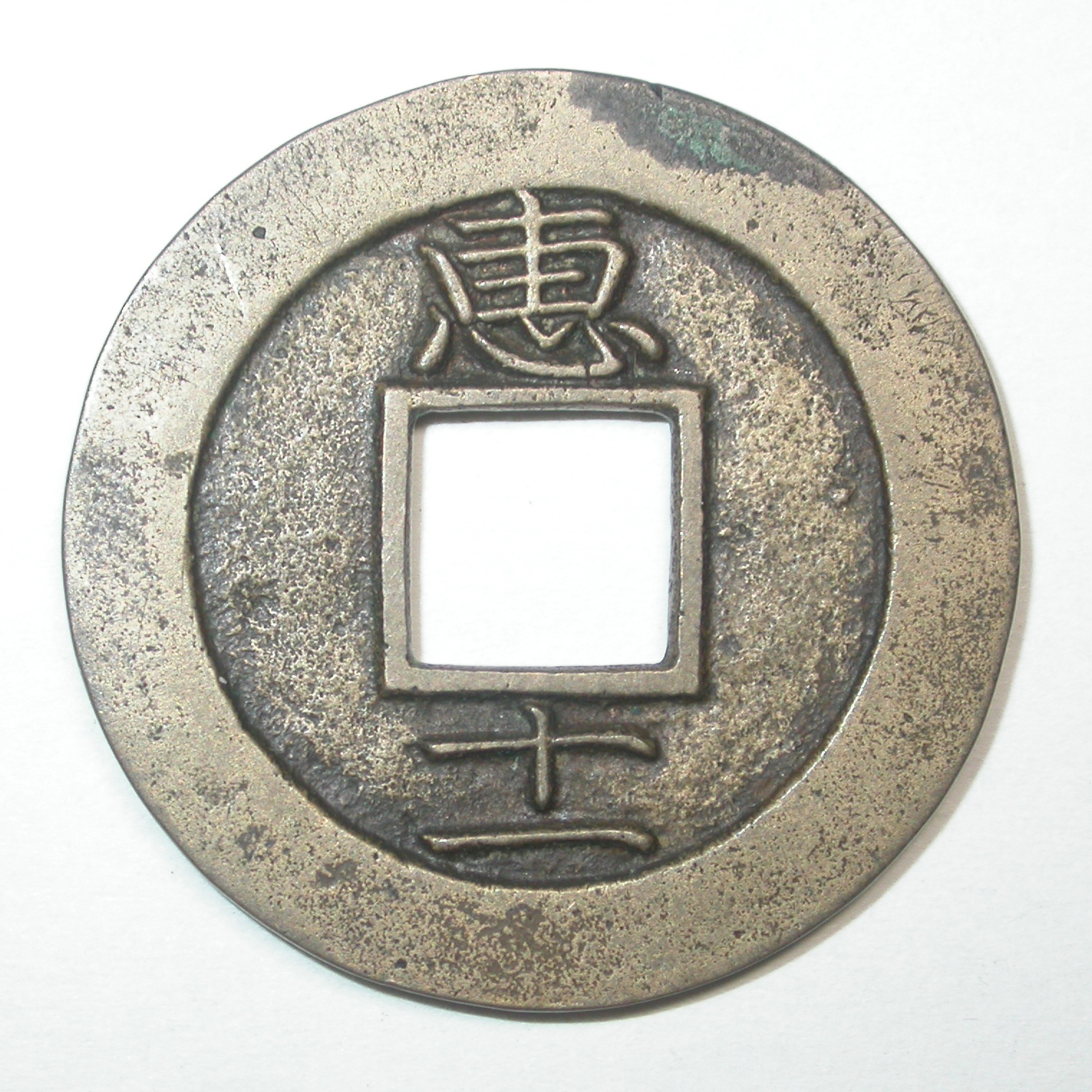
常平通宝（裏面）

常平通宝（常平通寶、じょうへいつうほう）は、李氏朝鮮で鋳造・流通した銅銭。

## 概要
朝鮮半島における貨幣の使用は、高麗時代の996年に鉄製の𠃵元重宝（唐の貨幣と同じ銭銘を使用、裏には「東國」の文字あり）を発行したのが始まりである。その後、998年に唐の開元通宝を鋳写したもの（アンチモニーを多く含む独特の銅質で高麗開元と通称される）が発行され、1102年に海東重宝、海東通宝、東国重宝、東国通宝、三韓重宝、三韓通宝の6種類の銅銭が発行されたが、いずれも発行枚数が少なく、貴族によって使用された程度で、市場ではあまり流通しなかった。また李氏朝鮮の李成桂（太祖）や世宗の代に「朝鮮通宝」など独自の銅銭を鋳造する動きがあったが、流通は思わしくなく、宋銭や明銭などの中国銭が伝統的に使用されていた。民間では布貨や米穀類などの物品貨幣が使用されていた。
1678年以降、粛宗によって常平通宝が恒常的に発行され、唯一の法定通貨として全土に普及した。正円方孔で常平通宝の4字を刻み、裏面には鋳造した官庁を示す文字が記されている。19世紀後半に至って当百銭、当五銭などの高額銭が作られたが、品質が悪く、インフレーションの一因ともなった。
1894年に鋳造発行事業が終了し、1905年以降、朝鮮統監府が設置されると、朝鮮独自の貨幣発行を禁ずる「朝鮮貨幣整理事業」によって漸次回収され、第一銀行韓国支店により、大日本帝国発行の貨幣に置き換わった。その際常平通宝10文が1銭と交換された。

## 種類

### 古常平
1633年に常平通宝の鋳造が開始された当初は裏面に字がなかったが、1678年には裏面に発行所を表わす文字が1字付けられた。この両者を古常平と呼ぶが、ともに発行数・現存数は少なく、特に裏面に字のないものは現存数が極めて少ない。

### 折二銭
1679年から、1枚で2文に当たる宋銭の制度にもあった折二銭が常平通宝の銭銘で発行され、その数は以前とは比較にならないほど大量であった。これ以降の常平通宝を新常平と呼ぶ。やっとこの頃から商品貨幣経済が発達し、常平通宝は朝鮮で本格的に流通するようになり、日本の寛永通宝のような地位を占めるに至った。常平通宝の折二銭の裏面は、発行所を表わす文字、漢数字の「二」または千字文その他の漢字、及び記号のようなものの組み合わせとなっており、種類が多い。千字文の漢字のうち常平通宝に使われているものは、始めの方の40〜50文字となっている。
1752年にはやや小型化された折二銭が大量に鋳造・発行された。裏面は以前の折二銭とほぼ同様の構成で、多種類にわたる。ただし「二」以外の漢数字も見られる。

### 新常平小平銭
1778年から新常平の小平銭(1枚1文)もやはり大量に鋳造され、広く流通した。この小平銭の裏面には膨大な種類があり、発行所を表わす文字、漢数字（小平銭では基本的に一から十まであるが、一部では十を超えるものも見られる）、千字文その他の漢字（記されていないものも多い）及び記号のようなものの組み合わせとなっている。一説では1万以上の種類が存在するとされているが、現存するものはそのうち恐らく6〜7千種類と思われる。
常平通宝の小平銭は「葉銭」とも呼ばれる。

### 当百銭
1866年には、時の権力者興宣大院君が財政難を打開し景福宮再建のための資金を調達することを目的に常平通宝の当百銭（百文銭）を鋳造した。裏面には「戸大當百」とある（「戸」は発行所を表わす）。しかし重量は小平銭の5〜6倍に過ぎず、実際には100文では通用しなかったようである。そして財政難を打開するどころか物価上昇、大院君の執権体制の危機といった問題をもたらし、鋳造開始の2年後に当百銭は通用停止・回収されてしまった。

### 当五銭
1883年には、開港後の財政難を補填する目的で常平通宝の当五銭（五文銭）が鋳造された。裏面は左右に「當五」と表記され、上下の文字は発行所を表わす文字と漢数字（基本的に一から十までだが、一部では十を超えるものも見られる）の構成になっており、これもまた多くの種類がある。ところが当五銭も小平銭のおよそ2倍の重量しか有しないために当百銭と同様に物価上昇などの問題を発生させ、結局1895年に通用停止・回収されることになった。